# Jaka Avšič
Jaka Avšič (pseudonym Branko Hrast, 24. dubna 1896 Kleče u Lublani – 3. ledna 1978 Lublaň) byl generálpodplukovník Jugoslávské lidové armády a účastník národněosvobozeneckého boje.

## Životopis
Jako člen Preporoda (Obrození) byl vyloučen ze všech škol a odsouzen za velezradu. Výkon samotného trestu nenastoupil, neboť začala první světová válka, a tak byl poslán na ruskou frontu. V roce 1916 přeběhl, nejprve byl v táboře v Taškentu, poté vstoupil do dobrovolnického oddílu zřízeného v Oděse, který se zúčastnil bojů na soluňské frontě. V roce 1928 dokončil Vojenskou akademii v Bělehradě a studoval právní vědu. Po okupaci v roce 1941 se vrátil do Lublaně, kde se spolu s dalšími bývalými důstojníky jugoslávské armády zapojil do Osvobozenecké fronty. Ve stejné době je Dražou Mihailovićem jmenován velitelem Slovinska. Avšič se však této funkce vzdal. V květnu 1942 se připojil k partyzánům a v listopadu 1942 již byl zástupcem náčelníka hlavního štábu národněosvobozeneckých vojsk ve Slovinsku. Již v roce 1943 byl zvolen členem Slovinské národněosvobozenecké rady (SNOS) a zástupcem při AVNOJ. V říjnu 1945 byl jmenován vedoucím jugoslávské vojenské mise v Berlíně. Poté zastával funkci jugoslávské velvyslance ve Vídni. V letech 1949 až 1951 byl ministrem lesnictví Lidové republiky Slovinsko a poté ředitelem Hlavní správy lesnictví LR Slovinsko. V letech 1951 až 1953 byl starostou (předsedou městského lidového výboru) Lublaně.
Od roku 1946 byl poslancem republikové skupščiny, v letech 1953 až 1958 pak i federálního parlamentu.
Díky své hodnosti generálpodplukovníka patřil mezi nejvýše postavené Slovince v JNA. Byl nositelem Řádu národního osvobození a Řádu partyzánské hvězdy.